# Teresa Socha-Lisowska

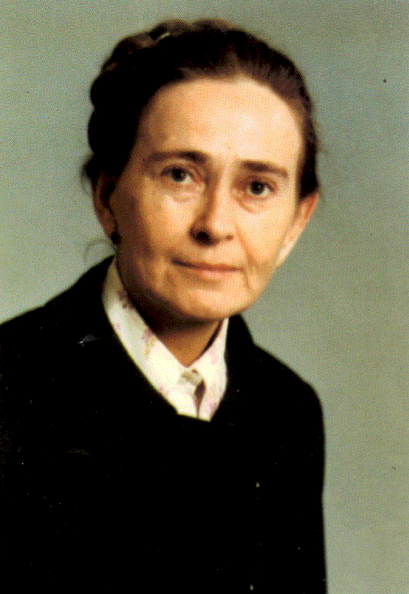
Teresa Socha-Lisowska

Teresa Socha-Lisowska (ur. 16 kwietnia 1928 we Lwowie, zm. 10 lutego 2010 w Krakowie) – poetka, córka Stanisława Sochy, inżyniera kopalnictwa naftowego i Marii Walter, nauczycielki.
W związku z pracą ojca dzieciństwo spędziła w Brelikowie koło Ustrzyk Dolnych, gdzie przebywała również podczas radzieckiej i niemieckiej okupacji. Po wkroczeniu wojsk radzieckich w 1944 r., udała się wraz z rodziną do Lwowa, skąd w ramach tzw. akcji repatriacyjnej wyjechała do Krakowa. W 1946 r. zdała maturę w Liceum Ogólnokształcącym im. Świętej Rodziny w Krakowie i rozpoczęła studia na Wydziale Matematyczno-Przyrodniczym Uniwersytetu Jagiellońskiego. W 1947 r. przeniosła się na Wydział Lekarski Uniwersytetu Jagiellońskiego. W latach 1952–1957 pracowała w szpitalu im. Gabriela Narutowicza w Krakowie, gdzie uzyskała specjalizację w ginekologii. Następnie pracowała w lecznictwie otwartym w Nowej Hucie. W latach 1965–1969 studiowała zaocznie filozofię i teologię na Katolickim Uniwersytecie Lubelskim. W 1974 r. wyjechała do Paryża.
Była członkiem  grupy Muszyna, współzałożycielką grupy literackiej Barbarus oraz fundowanej przez tę grupę nagrody im. Andrzeja Bursy.
Debiutowała na łamach Młodej Rzeczpospolitej oraz w Dzienniku Polskim (1947). Wiersze publikowała m.in. w Dzienniku Polskim, Kamenie, Kulturze, Poezji, Świecie Młodych, Tygodniku Powszechnym, Twórczości, Zebrze, Współczesności, Życiu Literackim.
Pochowana jest na cmentarzu Rakowickim w Krakowie w kwaterze CC rząd 1 miejsce 8.

## Publikacje książkowe
- Wiersze, Wydawnictwo Literackie, Kraków 1958;
- Dom urodzenia (wiersze), Wydawnictwo Literackie, Kraków 1963;
- Ziemia jest rajem (wiersze), Wydawnictwo Literackie, Kraków 1969;
- Tu, pod jałowcem (wiersze), Wydawnictwo Literackie, Kraków 1972;
- Wiersze wybrane, Sponsor, Kraków 1995;
- Opowieści z dawnych lat, Gorgany, Kraków 2003.

### Publikacje w edycjach zbiorowych
Wiersze, w: 
- Ziemia rzeczywista. Współczesna poezja polska na estradzie'', Warszawa 1964;
- Krakowski almanach młodych, Wydawnictwo Literackie, Kraków 1964;
- Pierścień, peleryna, pióro, Poetyckie nagrody 1959–1966, Gdynia 1968;
- Antologia polskiej poezji miłosnej, t. II., Sponsor, Kraków 1992;
- Lyrisches Quintett, Suhrkamp Verlag 1992 (tłum. Karl Dedecius);
- XXIII Krakowska Noc Poetów, Związek Literatów Polskich, Kraków 1995;
- W imię miłości. Antologia wierszy miłosnych poetek polskich, Oficyna Wydawniczo-Poligraficzna Adam, Warszawa 1995;
- Czarna cytryna, w: Proza, proza, proza, t. I., Związek Literatów Polskich, Kraków 1995.

### Słuchowiska radiowe
- Dzień po Wszystkich Świętych, II pr. Polskiego Radia (1971).

### Wybrane teksty o twórczości autorki
- B. Biernacka, Dwie poetki z Krakowa, w: Nowe Książki, 1959, nr 5
- P. Kuncewicz, Rokoko makabryczne, w: Współczesność, 1959, nr 17
- A. Stern, Poezja Młodych, w: Życie Literackie, 1959, nr 43
- J. Trznadel, Dwie poetki, w: Nowa Kultura, 1959, nr 24
- S. Kryska, Damska poezja, w: Współczesność, 1963, nr 17
- J. Kwiatkowski, Koszmary i przedmieścia, w: Twórczość, 1969, nr 4
- M. Skwarnicki, Ziemia jest rajem, w: Tygodnik Powszechny, 1970, nr 8
- T. Walas, Głos kobiecy, w: Nowe Książki, 1970, nr 15
- A. Włodek, Postawy, źródła, refleksje, w: Życie Literackie, 1970, nr 6
- P. Kuncewicz: Teresa Socha-Lisowska, w: Agonia i nadzieja, t. III. Warszawa 1993, BGW